# Per-Erik Ekelund
Per-Erik Ekelund, född 21 juli 1927, är en svensk konstnär. 
Ekelund studerade konst vid Konstgillets målarskola i Borås och vid Gerlesborgsskolan samt under studieresor till Frankrike, Island och Danmark. Separat har han ställt ut i Borås, Stockholm och Fagersta och han har medverkat i ett stort antal samlingsutställningar i Sverige, Danmark och Tyskland. Ekelund är representerad vid Moderna museet, Borås konstmuseum och Göteborgs kommun.